# Amphiglossus
Amphiglossus — рід сцинкоподібних ящірок родини сцинкових (Scincidae). Представники цього роду є ендеміками Мадагаскару.

## Види
Рід Amphiglossus нараховує 2 види:
- Amphiglossus astrolabi A.M.C. Duméril & Bibron, 1839
- Amphiglossus reticulatus (Kaudern, 1922)

## Етимологія
Наукова назва роду Amphiglossus походить від сполучення слів дав.-гр. αμφι —  обох сторін і γλωσσα — язик.